# Ethel Moorhead

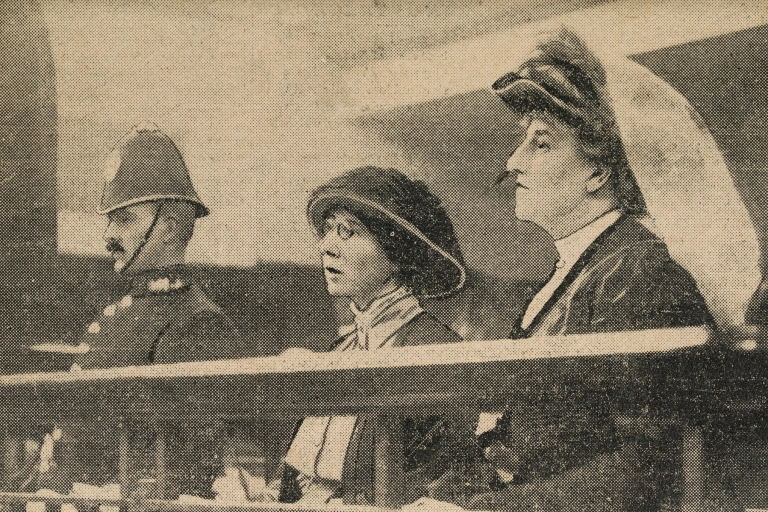
Ethel Moorhead (Mitte) mit Dorothea Chalmers Smith während des Prozesses 1913

Ethel Agnes Mary Moorhead (* 28. August 1869 in Maidstone, Kent; † 4. März 1955 in Blackrock, Dublin) war eine irischstämmige, britische Malerin und Suffragette. Sie war die erste Suffragette, die in Schottland während eines Hungerstreiks im Gefängnis zwangsernährt wurde und sie war Mäzenin von This Quarter, einer von Ernest Walsh herausgegebenen Zeitschrift, in der Schriftsteller wie Ernest Hemingway, James Joyce und Ezra Pound vorgestellt wurden.

## Leben
Moorhead wurde als eines von sechs Kindern von Brigadier Surgeon George Alexander Moorhead († 1911/1912), einem Armeechirurgen irisch-katholischer Herkunft, und seiner Frau Margaret Humphreys (1833–1902), einer Irin französisch-hugenottischer Abstammung, die er am 9. September 1864 in der römisch-katholischen Kathedrale von Madras in Indien geheiratet hatte.
Ihre ältere Schwester Alice Moorhead (1868–1910) war eine der ersten Medizinerinnen, ausgebildet als Chirurgin und Ärztin, und vier ihrer Brüder waren ebenfalls Ärzte, ebenso wie mehrere männliche Mitglieder der Familie ihres Vaters.
Ihr Vater wurde 1870 mit dem Berkshire Regiment als Militärchirurg nach Afghanistan entsandt, und sie wird ihn in ihren frühen Jahren nur wenig gesehen haben. Die Familie lebte in Shoeburyness, Essex, dann wurde der nach Port Louis, Mauritius, entsandt und ging 1880 als Brigadier Surgeon in den Ruhestand. Die Familie zogen nach Galway, wo die Kinder zur Schule gingen. Als ihre Brüder George Oliver und Arthur und ihre Schwester Alice von 1888 bis 1894 in Edinburgh Medizin studierten, wohnte die Familie in der Windsor Street in Edinburgh. Danach lebte die Familie in Saint Helier, Jersey, bevor sie nach Glasgow ging, wo ein weiterer Bruder, Rupert, Medizin studierte, bevor sich der Vater nach dem Tod der Mutter 1902 in der Nähe seiner Tochter Alice in Dundee niederließ, die dort das Dundee Women’s Hospital mitgegründet hatte. Nach einem weiteren Zwischenwohnort im Vorort Lochee, kam die Familie 1907 in Dundee in ein Haus im Hazel Drive, in dem Moorhead ein Atelier beziehen konnte.

### Malerin

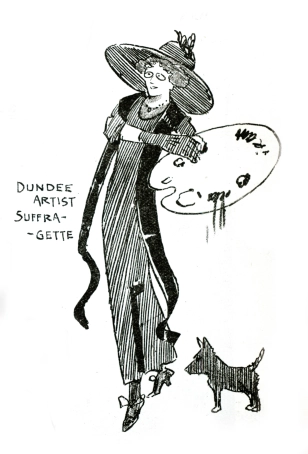
Ethel Moorhead im Magazin Wizard of the North, März 1912

Obwohl Moorheads Rolle in der Familie hauptsächlich in der Sorge um die Eltern bestand, machte sie im Alter von 29 Jahren mit Unterstützung des Vaters eine künstlerischen Ausbildung in Paris bei Alfons Mucha und von Oktober 1898 bis April 1901 in James McNeill Whistlers Atelier Carmen bei der Malerin Janet Oliphant. Danach kehrte Moorhead nach Dundee zurück und richtete mit Oliphant ein gemeinsames Porträtstudio ein, wo sie fünfzehn Jahre lang arbeitete. Beide traten der Dundee Graphic Art Association bei, Oliphant als assoziiertes Mitglied, Moorhead als ordentliches Mitglied bis 1909. Moorheads erste Ausstellung war eine Landschaft und sechs weitere Bilder in der Centennial Exhibition 1901. Die örtliche Presse, darunter der Dundee Advertiser, lobte ihre Arbeiten als „gems of the collection from an artistic point of view“.1908 übernahm sie die Pflege ihres Vaters, der ihr auch oft als Modell diente. Ein Porträt mit dem Titel Brigade Surgeon G. A. Moorhead wurde im Courier als „feinste Porträtmalerei“ und „ein Triumph der Kunst“ beschrieben, und der Evening Telegraph meinte, dass Moorhead den Dargestellten kannte, was einen Unterschied mache. Das Celtic Annual beschrieb sie als „höchst raffinierte und angesehene Künstlerin“, und bei ihrer letzten Ausstellung mit den Dundee Graphic Artists stiegen die Preise für ihre Bilder. Ihre Schwester Alice starb 1910 während einer Geburt und ihr Vater 1911; beide wurden zusammen mit ihrer Mutter auf dem Western Cemetery in Dundee beigesetzt.
Moorhead zog nach Edinburgh. 1912 stellte sie in Glasgow vier Gemälde zu noch höheren Preisen im Royal Glasgow Institute of the Fine Arts aus. Eines ihrer Porträts, The Conspirator, wurde zusammen mit zwei anderen für eine Ausstellung in der Royal Scottish Academy ausgewählt, drei weitere wurden in der Aberdeen Artists Society gezeigt, und sie hatte Werke in der Walker Art Gallery in Liverpool.
Moorhead arbeitete zusammen mit ihrer Freundin Oliphant im Verwaltungsausschuss der Lochee Day Nursery und engagierte sich ehrenamtlich im Grey Lodge Settlement in Hilltown, das eine Reihe von sozialen Hilfsdiensten, insbesondere für junge Mütter, anbot.

### Suffragette
Im März 1910 (im Alter von 41 Jahren) hielt Moorhead ihre erste Rede auf einer Versammlung der Women’s Social and Political Union (WSPU) in Dundee und radikalisierte sich schnell. Im Dezember 1910 beschuldigte sie Winston Churchill der „brutalen Behandlung“ von Suffragetten-Hungerstreikenden und warf während einer Versammlung in Dundee ein Ei nach ihm. Sie schlug mit einem Regenschirm auf die Ordner ein, die versuchten, sie zu entfernen. 1911 beglückwünschte der Dundee-Zweig der Women’s Freedom League (WFL) sie dazu, die erste Steuerverweigerin in Dundee zu werden. Beamte des Sheriffs kamen, um die zu versteigernden Güter (einen silbernen Leuchter) anstelle von Steuern zu beschlagnahmen, wobei Sympathisantinnen von Moorhead Plakate mit der Aufschrift „No Vote, No Tax“ schwenkten und sich über das Bietverfahren lustig machten.
Moorhead benutzte eine Reihe von Pseudonymen („Mary Humphreys“, „Edith Johnston“, „Margaret Morrison“) und verübte sowohl nördlich als auch südlich der schottisch-englischen Grenze verschiedene militante Aktionen. Dazu gehörte unter anderem das Einschlagen von zwei Fenstern in London ein, zusammen mit zwei weiteren Suffragetten aus Dundee, Enid Rennie und Florence Macfarlane. Moorheads Ziel war ein Thomas Cook and Son-Geschäft in der Fleet Street gewesen. Bei ihrer Verhaftung soll Moorhead gesagt haben: „Ich bin eine Hausfrau ohne Stimmrecht. Ich bin unter großen persönlichen Unannehmlichkeiten aus Schottland gekommen, um meinen Kameradinnen zu helfen.“ Die inhaftierten Frauen wurden direkt in das Holloway Prison gebracht, wozu Moorhead in ihren Memoiren Incendiaries vermerkte, dass das Bett „ein Brett zum Schlafen war, auf dem eine mit Pfeilspitzen verzierte Decke lag, das Zeichen der Verurteilten“. Aufgrund mangelnder Beweise seitens der Ladenbesitzer gehörte sie zu denjenigen, die nach dem Prozess freigelassen wurden, ihre beiden Mitstreiterinnen wurden zu zwei bzw. vier Monaten Haft verurteilt.
Später im selben Jahr wurde Moorhead dabei erwischt, wie sie eine Vitrine mit dem  Wallace Sword, dem William Wallace zugeschriebenen Schwert, am Wallace Monument in der Nähe von Stirling mit einem Stein bewarf, und unter dem Namen „Edith Johnston“ verhaftet. Elizabeth Finlayson Gauld und Muriel Scott verteidigten Moorhead, dass sie das Wallace Sword beschädigt hatte, um zu zeigen, dass „Freiheit durch Kampf gewonnen“ wird. Scott und Gauld erklärten „Die Töchter dieses tapferen Mannes (Wallace), die Töchter dieser großen Nation, haben immer noch ein großes und überwältigendes Verlangen nach Freiheit.“ Bei ihrem Prozess bekannte sich Johnston (Moorhead) als nicht schuldig. Sie unterstütze aber „die Tat der Frau, die es getan habe,“ und „Eure Freiheiten wurden mit dem Schwert gewonnen. Dieses Schwert war ein bloßes Symbol, ebenso wie die Steine und Hämmer, mit denen die Frauen für ihre Freiheit kämpfen und die sie gewinnen werden“. Sie wurde zu einer Geldstrafe von 2 Pfund oder sieben Tagen Gefängnis verurteilt, entschied sich für Letzteres und kam zunächst nach Stirling und dann ins Gefängnis von Perth, wo sie „das Privileg erhielt, ihre eigene Kleidung zu tragen und Bücher zu besitzen,“ sich aber weiterhin weigerte, die Gefängnisregeln zu befolgen, und sich immer wieder beschwerte. Daraufhin erklärten die Behörden, dass die „Beschwerde einzig und allein dem Zweck dient, die erklärte Politik der Suffragetten, nämlich Unruhe zu stiften, umzusetzen“. Moorhead entgegnete, dass die Beamten „nicht ermutigt werden sollten, zu versuchen, Gefangene zur Unterwerfung unter Regeln zu zwingen, die nur für Kriminelle gelten“. Die Suffragetten waren grundsätzlich der Ansicht, dass sie als politische Gefangene und nicht Kriminelle behandelt werden sollten.
Nachdem sie im Oktober 1912 aus einer Versammlung in der Synod Hall in Edinburgh, in der Rufus Isaacs sprach, hinausgeworfen worden war, kehrte Moorhead zurück und griff als Gegenleistung für ihren Rauswurf einen Dozenten der Broughton School bei seiner Arbeit mit einer Hundepeitsche an. In Leserbriefen an die Presse wurde die physische Gewalt beanstandet, mit der Frauen, die lediglich den Redner befragen wollten, aus dem Saal geworfen wurden, und andere aus der Menge, die die Gewalt anfeuerten und unterstützten.  Moorhead wurde für diesen Angriff unter ihrem eigenen Namen verhaftet und musste eine Geldstrafe von 1 Pfund zahlen, die sie auch bezahlte, so dass „Ethel Moorhead“ für ihre Aktion nie ins Gefängnis kam.
Einen Monat später, am 29. November 1912, planten Moorhead (unter dem Namen „Mary Humphrys“), Frances Parker, mit der sie sich zuvor im Gefängnis angefreundet hatte, Olive Wharry (unter dem Namen „Joyce Locke“), Emily Davison (unter dem Namen „Mary Brown“) und Mary Pollock Grant (unter dem Namen „Marian Pollock“) ein Eindringen in eine Versammlung der Liberal Association in Aberdeen, auf der Schatzkanzler David Lloyd George sprechen sollte. Moorhead und Davison sollten draußen angreifen, gingen aber auf die falsche Person los, und Moorhead schlug eine Autoscheibe ein. Die ganze Gruppe wurde verhaftet. Wiederum führte Moorhead ihre eigene Verteidigung durch und beantragte, Lloyd George als Zeugen zu laden. Dies geschah natürlich nicht, und wieder wurde sie zu einer Geldstrafe (40 Schilling) oder zu einer Haftstrafe (zehn Tage) wegen Sachbeschädigung verurteilt, wofür sie sich entschied. Dies war das erste Mal, dass sie in den Hungerstreik trat, aber zusammen mit den anderen wurde sie vorzeitig entlassen, da die Geldstrafen anonym bezahlt worden waren. Moorhead schrieb an The Scotsman und beschwerte sich über die Haftbedingungen in der Untersuchungshaft und im Aberdeen Gaol, was zu Fragen an den Staatssekretär im Parlament führte, da sich die Beschwerde auf das Verhalten der Polizei vor der Verhandlung bezog.
Moorhead war dafür berüchtigt, dass sie Polizeizellen verwüstete. Bei einer Veranstaltung Anfang 1913, bei der Premierminister H. H. Asquith eine Rede halten sollte, hatte sie einen Polizisten mit Cayennepfeffer beworfen und wurde ins Dundee Gaol gebracht, wo sie durch das Einschlagen von Fenstern einen erheblichen Schaden anrichtete. Sie versuchte aus dem Gefängnis heraus Arabella Scott in Edinburgh über einen Vorfall zu schreiben, bei dem sich ein betrunkener Gefängnisarzt ihr amourös genähert hatte, weil sie befürchtete, der Vorgang könnte zur Propaganda verwendet werden. Der Direktor des Dundee Gaol verweigerte aber die Versendung. Auch bei ihrem Prozess kam es zu einigen Unruhen, weil sie sich weigerte, das Verfahren anzuerkennen. Sie wurde zu einer Strafe von 20 Pfund oder dreißig Tagen (die sie wählte) verurteilt. Nach vier Tagen trat sie in einen Hungerstreik und weigerte sich, bei einer ärztlichen Untersuchung mitzuwirken, woraufhin sie entlassen wurde. Bei einer weiteren Anhörung in Edinburgh sagte Moorhead zum Richter: „Ich möchte sagen, dass dies ein weiterer Gerichtshof der Ungerechtigkeit ist“ und (an den Lord Chief Justice gerichtet) „Sie sind ein ungerechter alter Mann“. Moorhead beschwerte sich wiederholt bei den Gefängnis- und Justizbehörden über ihre Behandlung in Untersuchungshaft, über die Haftbedingungen, über den mangelnden Respekt des Personals und über die Grausamkeit der Zwangsernährung.
Am 23. Juli 1913 versuchte Moorhead (unter dem Decknamen „Margaret Morrison“) zusammen mit Dorothea Chalmers Smith ein Haus in 6 Park Gardens in Glasgow in Brand zu setzen, wurde jedoch am Tatort gefasst, und die Feuerwehr fand brennbare Materialien und eine Postkarte mit der Aufschrift „A protest against Mrs Pankhurst re-arrest“. In diesem Prozess versuchte Moorhead einzuwenden, dass der Richter die Geschworenen falsch beraten habe, und sie wurde wegen Missachtung des Gerichts des Saales verwiesen, aber zur Anhörung des Urteils über die achtmonatige Freiheitsstrafe wieder vorgeladen. Daraufhin wandte sie sich an die anwesenden, sympathisierenden Suffragetten und rief „No Surrender“, was zu Tumult im Gerichtssaal führte, als andere mitschrieen, Äpfel warfen und laut die Marseillaise sangen, so dass es zu drei weiteren Verhaftungen kam. Der Glasgow Herald veröffentlichte eine Karikatur mit dem Titel Hallowe'en at the High Court.
Moorhead hatte keine offizielle Position in der WSPU inne, war aber inzwischen persönlich sehr bekannt geworden. Ihr Bruder Rupert wurde Arzt der Familie von Emily und Mary Blathwayt im Eagle House, war aber kein Sympathisant der „Suffragetten-Hooligans“, wie er sie 1908 nannte.
Moorhead wurde bekannt als erste schottische Suffragette, die zwangsernährt wurde, während sie 1914 im Calton Gaol in Edinburgh unter Aufsicht des Arztes Hugh Ferguson Watson in seiner Funktion als Medical officer to the Scottish Prison Service inhaftiert war und in den Hungerstreik trat. Nachdem sie etwa eine Woche lang mehr als 25 Mal zwangsernährt worden war, erkrankte Moorhead schwer an einer beidseitigen Lungenentzündung und erhielt sogar bereits vom Gefängniskaplan die Sterbesakramente. Ihr Anwalt intervenierte, und ihre Mitstreiterin Arabella Scott überreichte ihr einen Strauß Duftwicken, als sie endlich in die Obhut der Ärztin Grace Cadell, einer Mitstreiterin in der Suffragettenbewegung, entlassen wurde. Als sie in Cadells Haus, warteten 150 Polizisten auf eine Demonstration, die jedoch ausblieb, obwohl zuvor ein Aufruf von Emmeline Pankhurst und Lila Clunas im Dundee Courier und eine Anzeige in The Scotsman erschienen waren, in der „Tausende“ zum Protest aufgefordert worden waren. Zum festgesetzten Zeitpunkt war sie jedoch bereits entlassen worden. Trotz der vielen Unterstützerinnen war sie so schwach, dass sie nur Besuche der Ärztin Mabel Jones oder ihrer Freundin Enid Rennie zuließ. 
Janie Allan protestierte nicht nur öffentlich, sondern traf auch mit dem Medical Prison Commissioner, James Devon, zusammen, um sich gegen die Anwendung dieser Methode auszusprechen, die ihrer Ansicht nach „die Gesundheit einer Frau dauerhaft schädigen kann“. Im Juni desselben Jahres schrieb Allan an die Gefängnisbehörden, dass der Brand der Whitekirk Parish Church in der Nähe von Edinburgh auf die Behandlung von Moorhead zurückzuführen sei, und wenn andere Suffragetten in Perth, Arabella Scott und eine „Frances Gordon“ genannte Frau zwangsernährt würden, würden beim bevorstehenden königlichen Besuch in Schottland katastrophale Proteste drohen. Moorheads Erfahrungen mit der Zwangsernährung im Gefängnis, über die sie in der Presse berichtete, lösten viele Proteste gegen die damit verbundenen Grausamkeiten aus. Ihre Behandlung und ihr daraus resultierender Aktivismus wurden im Parlament zur Sprache gebracht, und der Staatssekretär erkundigte sich bei zwei Gelegenheiten nach der Behandlung und der „Gefährdung ihres Lebens“. Die Freilassung von Moorhead war nach dem sogenannten Cat and Mouse Act erfolgt, nachdem sie schon vorher mehrmals wegen Schwäche nach Hungerstreiks freigelassen und wieder inhaftiert worden war. Moorhead entzog sich hier einer erneuten Verhaftung, indem sie Cadells Haus verkleidet verließ, woraufhin die Polizei einen Haftbefehl ausstellte.
Diese Gefängniserfahrungen hielten sie nicht von militanten Aktivitäten ab, und zusammen mit ihrer Freundin Frances Parker wurde sie im Juli 1914 erneut verhaftet, weil sie versucht hatte, das Burns Cottage in Alloway in die Luft zu sprengen. Moorhead entkam mit dem Fahrrad, da Parker sich angeblich verhaften ließ, um ihre Freundin zu retten. Eine weitere Brandstiftung, die ihr zugeschrieben wird und für die sie nie gefasst wurde, war in der Kirche von Carmichael, South Lanarkshire. Ihre eigenen Memoiren trugen den Titel Incendiaries („Brandstifter“) und stießen bei ihren Brüdern auf wenig Gegenliebe.
Moorhead erhielt wie andere Suffragetten von der WSPU die sogenannte „Hungerstreikmedaille“ For Valour erhalten, mit Haftdaten auf Silberbarren für den 29. August 2012, den 29. November 1912, den 29. Januar 2013 und den 15. Oktober 2015. Und auf der mit Seide gefütterten Schachtel ist in goldener Schrift aufgedruckt: „Presented to Ethel Agnes Moorhead in recognition of a gallant action whereby through endurance to the last extremity of hunger and hardship a great principle of political justice was vindicated.“
Während des Ersten Weltkriegs übernahm Moorhead zusätzliche organisatorische Aufgaben. Zusammen mit Parker half sie bei der Leitung der National Service Organisation  der Women’s Freedom League (WFL) , die von London aus Frauen ermutigte, geeignete Kriegsarbeit zu finden. Ihr Beitrag wurde von der Gründerin Charlotte Despard auf einer Versammlung in der Kingsway Hall im September 1915 gelobt: „Die kompetenten Frauen, die die Arbeit leiten, erwecken durch ihre scharfe Intelligenz, ihr lebhaftes Mitgefühl und ihre zügige Geschäftsfähigkeit ein immenses Vertrauen“.
Am Ende des Krieges lebte sie in Wicklow. Sie gab die vierteljährlich erscheinende Kunstzeitschrift This Quarter heraus, in der unter anderem Werke von James Joyce, Ezra Pound, Ernest Hemingway, Constantin Brâncuși, Francis Picabia und Man Ray veröffentlicht wurden. Ab 1920 lebte sie wieder in der Nähe von Dundee und von 1922 bis 1926 in Edinburgh, obwohl sie sich oft in Frankreich aufhielt. Bis zu ihrem Tod in Dublin im Jahr 1955 ist wenig weiteres bekannt.

## Nachleben

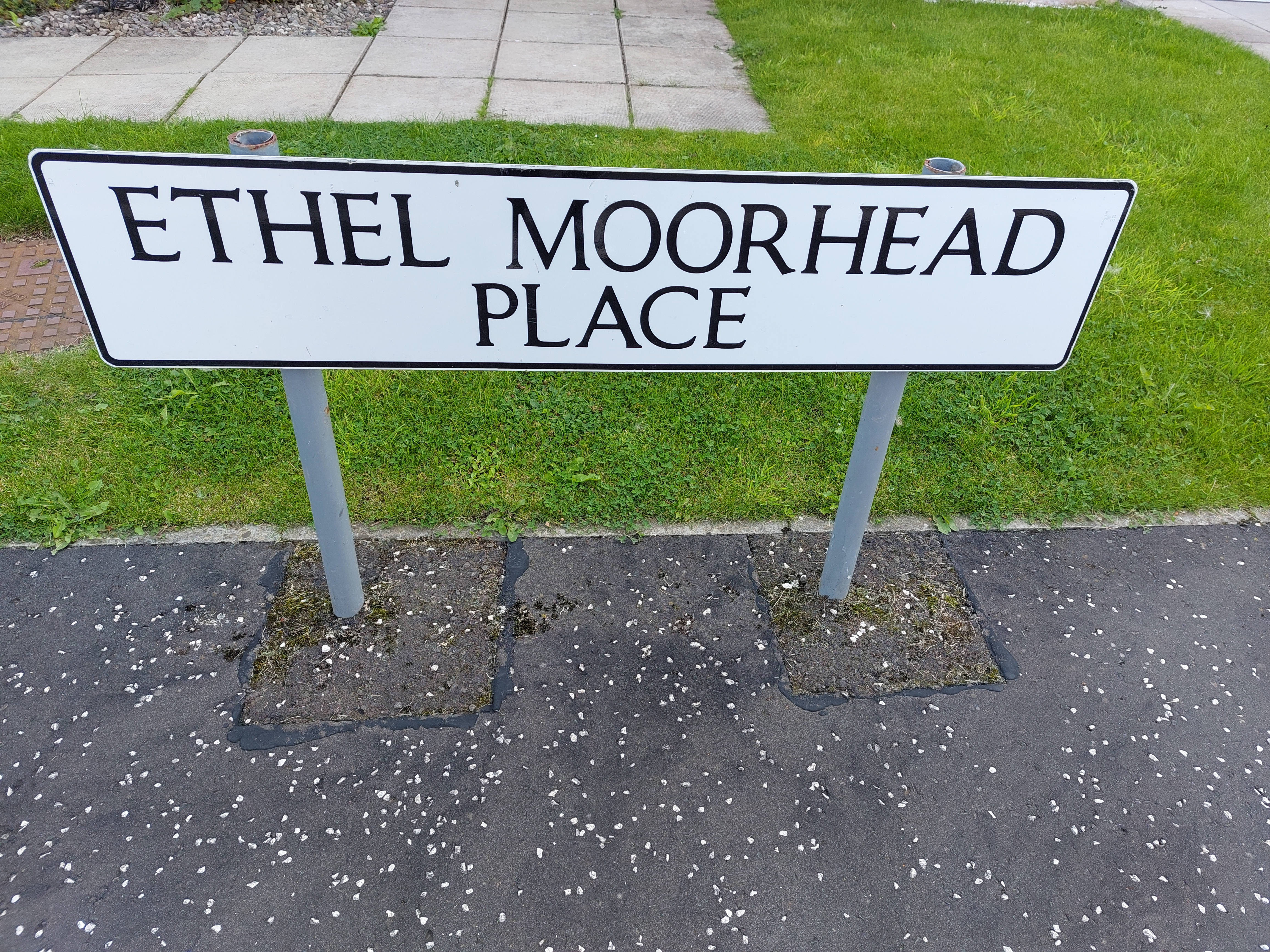
Ethel Moorhead Place in Perth, Schottland

In der Nähe ihres Ateliers in Dundee an der Ecke King Street und St Roque’s Lane wurde eine Gedenktafel angebracht.
Ein Kurzfilm, der auf ihrem Leben basiert, wurde auf dem 49. Edinburgh International Film Festival 1995 gezeigt.
Das Scottish Records Office der National Archives of Scotland verfügt über Moorheads gefängnisbezogene Korrespondenz, die 2018 im Rahmen einer Ausstellung des Edinburgh Festival Fringe zum hundertjährigen Jubiläums des Representation of the People Act 1918 ausgestellt wurde.
Im Jahr 2014 wurde eine Straße in Perth, Ethel Moorhead Place, nach ihr benannt. Und 2024 wurde eine Wohnsiedlung in Hilltown, Dundee, fertiggestellt, zu der auch eine Fußgängerzone mit dem Namen Moorhead Street gehört, die an Moorhead erinnert.